# Gadożer prążkowany
Gadożer prążkowany (Circaetus beaudouini) – gatunek gatunek dużego ptaka drapieżnego z rodziny jastrzębiowatych (Accipitridae). Występuje na terenie wielu państw afrykańskich: Senegalu, Gambii, Mauretanii, Sudanu, Sudanu Południowego, Gwinei, Wybrzeża Kości Słoniowej, Burkinie Faso, Nigerii, Kamerunu oraz Republiki Środkowoafrykańskiej.

## Systematyka
Jest to gatunek monotypowy. Często bywał uznawany za jeden gatunek z gadożerem zwyczajnym (C. gallicus) i białobrzuchym (C. pectoralis), gdyż zdarzają się mieszane pary.

## Morfologia
Jego brzuch ma białe zabarwienie, a grzbiet i skrzydła – szaro-brązowe. Lotki pierwszego rzędu mają czarne czubki. Oczy są jasnożółte, a dziób i nogi szare. Osobniki tego gatunku osiągają długość 60–66 cm, a rozpiętość ich skrzydeł wynosi 155–170 cm.

## Ekologia i zachowanie
Żyją na otwartych obszarach trawiastych pomiędzy równoleżnikami 16°N a 2°N, głównie na wysokościach od 1000 do 2000 m n.p.m. Gadożery prążkowane żywią się gryzoniami, mniejszymi ptakami, wężami, jaszczurkami i owadami. Okres godowy trwa od listopada do marca.

## Status
Międzynarodowa Unia Ochrony Przyrody (IUCN) uznaje gadożera prążkowanego za gatunek narażony (VU – Vulnerable) nieprzerwanie od 2007 roku (wcześniej nie był klasyfikowany). Liczebność populacji według szacunków mieści się w przedziale 2500–9999 dorosłych osobników. Trend liczebności populacji uznaje się za spadkowy.